# Lloyd (Namenszusatz)
Lloyd [lɔɪ̯t] ist seit dem 18. Jahrhundert ein Synonym und Namensbestandteil für Institute und Unternehmen der Handelsschifffahrt und des Seefahrt-Versicherungswesens.

## Namensherkunft
Gegen Ende des 17. Jahrhunderts wurde das von einem Iren namens Edward Lloyd gegründete Kaffeehaus im (oder nahe dem) Börsengebäude in Londons City ein Sammelplatz politischer Parteien und Kaufleute. Lloyd gab dabei für seine Gäste ab 1696 das wöchentlich erscheinende Handelsblatt Lloyd’s News heraus. Es wurde zunächst von der Zensur unterdrückt und erschien erst ab 1726 als Lloyd’s List wieder.
Dieses Organ diente hauptsächlich den Schifffahrtsinteressen, namentlich dem Versicherungswesen, dessen Vertreter in Lloyds Räumen ihre Geschäfte abwickelten. Daraus entstand eine Gesellschaft, die sich 1771 als New Lloyds an der Ostseite der Börse niederließ und einen Mittelpunkt des englischen Seeversicherungswesens bildete. Sie erhielt 1871 Korporationsrechte und gab die Shipping and Mercantile Gazette and Lloyd’s List heraus, die von Agenten in allen bedeutenden Seehäfen der Welt mit Nachrichten versorgt wurde. Wöchentlich erschien ein Index mit Reisedaten über jedes auf überseeischen Reisen befindliche Schiff. 1834 gründete die Gesellschaft ein Schiffsklassifikationsinstitut mit dem Namen Lloyd’s Register of British and foreign shipping, das seine Geschäftsräume in White Lion Court, Cornhill, hatte.
Nach dem englischen Vorbild wurde auch der Germanische Lloyd gegründet, zudem auch bedeutende Dampfschiffahrts-Gesellschaften wie der Norddeutsche Lloyd und der Österreichische Lloyd sowie zahlreiche weitere Unternehmen mit diesem Namen.

## Institute und Unternehmen der Handelsschifffahrt
- Baltischer Lloyd (Stettin 1870–1876)
- Germanischer Lloyd
- Hapag-Lloyd
- Lloyd Triestino
- Lloyd’s Register
- Nedlloyd
- Norddeutscher Lloyd
- Österreichischer Lloyd
- Royal P&O Nedlloyd
- Hamburger Lloyd
- Bremer Lloyd
- Hanseatic Lloyd